# William (opera)
William är en opera av B. Tommy Andersson med libretto av Håkan Lindquist. Den hade urpremiär på Vadstenaakademien 2006.

## Roller
- William Shakespeare - lyrisk baryton (Mattias Nilsson)
- Anne Shakespeare - lyrisk-dramatisk sopran (Anna Artursson)
- Christopher Marlow - lyrisk baryton (Andreas Landin)
- Richard Baines - dramatisk baryton (Jacob Högström)
- Sheryngham/Walsingham - dramatisk baryton (Daniel Hällström)
- Pieter/Frizer - lyrisk tenor (Karl Rombo)
- Gifford/Poley - basbaryton (Andreas Lundmark)
- Flud/Skeres - basbaryton (Joakim Schuster)